# Região Geográfica Imediata de Sorriso
A Região Geográfica Imediata de Sorriso  é uma das 18 regiões imediatas do estado brasileiro de Mato Grosso, uma das seis regiões imediatas que compõem a Região Geográfica Intermediária de Sinop e uma das 509 regiões imediatas no Brasil, criadas pelo IBGE em 2017.

## Municípios
Fonte: IBGE 
| Município               | População Estimativa 2018 | Área (km²) |
| ----------------------- | ------------------------- | ---------- |
| Ipiranga do Norte       | 7 395                     | 3467       |
| Itanhangá               | 6 587                     | 2898       |
| Lucas do Rio Verde      | 63 411                    | 3645       |
| Nova Mutum              | 43 919                    | 9544       |
| Nova Ubiratã            | 11 694                    | 12694      |
| Santa Rita do Trivelato | 3 330                     | 4728       |
| Sorriso                 | 87 815                    | 9345       |
| Tapurah                 | 13 359                    | 4511       |
| Vera                    | 11 216                    | 2950       |
| Total                   | 248 726                   | 53 782     |